# Neobisium bernardi bernardi
Neobisium bernardi bernardi es una subespecie de arácnido  del orden Pseudoscorpionida de la familia Neobisiidae.

## Distribución geográfica
Se encuentra en Francia y España.